# Ліньгао
19°48′06″ пн. ш. 109°42′46″ сх. д. / 19.801666666667° пн. ш. 109.71277777778° сх. д.
Ліньгао (кит. 临高县, пін. Língāo Xiàn) — один із повітів КНР у складі провінції Хайнань. Адміністративний центр — містечко Ліньчен.

## Географія
Ліньгао лежить на висоті близько 30 метрів над рівнем моря, розташовується на півночі провінції на узбережжі Хайнанської протоки.

### Клімат
Повіт знаходиться у зоні, котра характеризується саванним кліматом. Найтепліший місяць — липень із середньою температурою 28,7 °C. Найхолодніший місяць — січень, із середньою температурою 17,6 °С.
| Клімат повіту Ліньгао   | Клімат повіту Ліньгао | Клімат повіту Ліньгао | Клімат повіту Ліньгао | Клімат повіту Ліньгао | Клімат повіту Ліньгао | Клімат повіту Ліньгао | Клімат повіту Ліньгао | Клімат повіту Ліньгао | Клімат повіту Ліньгао | Клімат повіту Ліньгао | Клімат повіту Ліньгао | Клімат повіту Ліньгао | Клімат повіту Ліньгао |
| Показник                | Січ.                  | Лют.                  | Бер.                  | Квіт.                 | Трав.                 | Черв.                 | Лип.                  | Серп.                 | Вер.                  | Жовт.                 | Лист.                 | Груд.                 | Рік                   |
| Середній максимум, °C   | 21,9                  | 23,1                  | 26,4                  | 30,1                  | 32,3                  | 33,5                  | 33,6                  | 32,5                  | 31,1                  | 28,9                  | 25,9                  | 22,7                  | 28,5                  |
| Середня температура, °C | 17,6                  | 18,7                  | 21,3                  | 25                    | 27,3                  | 28,6                  | 28,7                  | 28,1                  | 26,9                  | 25,1                  | 22                    | 18,6                  | 24                    |
| Середній мінімум, °C    | 14,8                  | 16,1                  | 18,4                  | 22                    | 24,1                  | 25,1                  | 25,2                  | 25,1                  | 24,2                  | 22,4                  | 19,1                  | 15,7                  | 21                    |
| Норма опадів, мм        | 17                    | 28.5                  | 35.8                  | 58.4                  | 118.6                 | 168.6                 | 200.6                 | 266.4                 | 270.3                 | 230.6                 | 54.2                  | 26.9                  | 1475.9                |
| Вологість повітря, %    | 86                    | 87                    | 86                    | 84                    | 82                    | 81                    | 81                    | 84                    | 85                    | 84                    | 82                    | 83                    | 83.8                  |
| ----------------------- | --------------------- | --------------------- | --------------------- | --------------------- | --------------------- | --------------------- | --------------------- | --------------------- | --------------------- | --------------------- | --------------------- | --------------------- | --------------------- |
| Джерело: data.cma.cn    |                       |                       |                       |                       |                       |                       |                       |                       |                       |                       |                       |                       |                       |